# Markuși, Hmilnîk
Markuși (în ucraineană Маркуші) este localitatea de reședință a comunei Markuși din raionul Hmilnîk, regiunea Vinnița, Ucraina.

## Demografie
Componența lingvistică a localității Markuși
     Ucraineană (99,73%)
     Alte limbi (0,27%)
Conform recensământului din 2001, majoritatea populației localității Markuși era vorbitoare de ucraineană (99,73%), existând în minoritate și vorbitori de alte limbi.